# Mała Ostra
Mała Ostra (słow. Malá Ostrá, 1710 m) – szczyt w południowej grani Siwego Wierchu w słowackich Tatrach Zachodnich. Znajduje się w tej grani pomiędzy Siwym Wierchem (1805 m) i Ostrą (1764 m). Od Siwego Wierchu oddziela go przełęcz Siwa Przehyba (1651 m), od Ostrej przełęcz Przysłop (1680 m). Zachodnie zbocza Małej Ostrej opadają do górnej części Doliny Suchej Sielnickiej, wschodnie do Doliny Bobrowieckiej Liptowskiej. Od szczytu Małej Ostrej odbiega do tej doliny ostroga oddzielająca Zabijaczny Żleb od żlebu Rokitowiec.
Jest to niewybitny szczyt, porośnięty niską kosodrzewiną. Od południowej strony znajdują się w nim partie skaliste. Zbudowany jest ze skał osadowych, głównie wapieni i dolomitów. Jest siedliskiem bardzo bogatej flory. Polskim turystom jest to szczyt mało znany. Stanowi dobry punkt widokowy na masyw Salatynów.

## Szlaki turystyczne

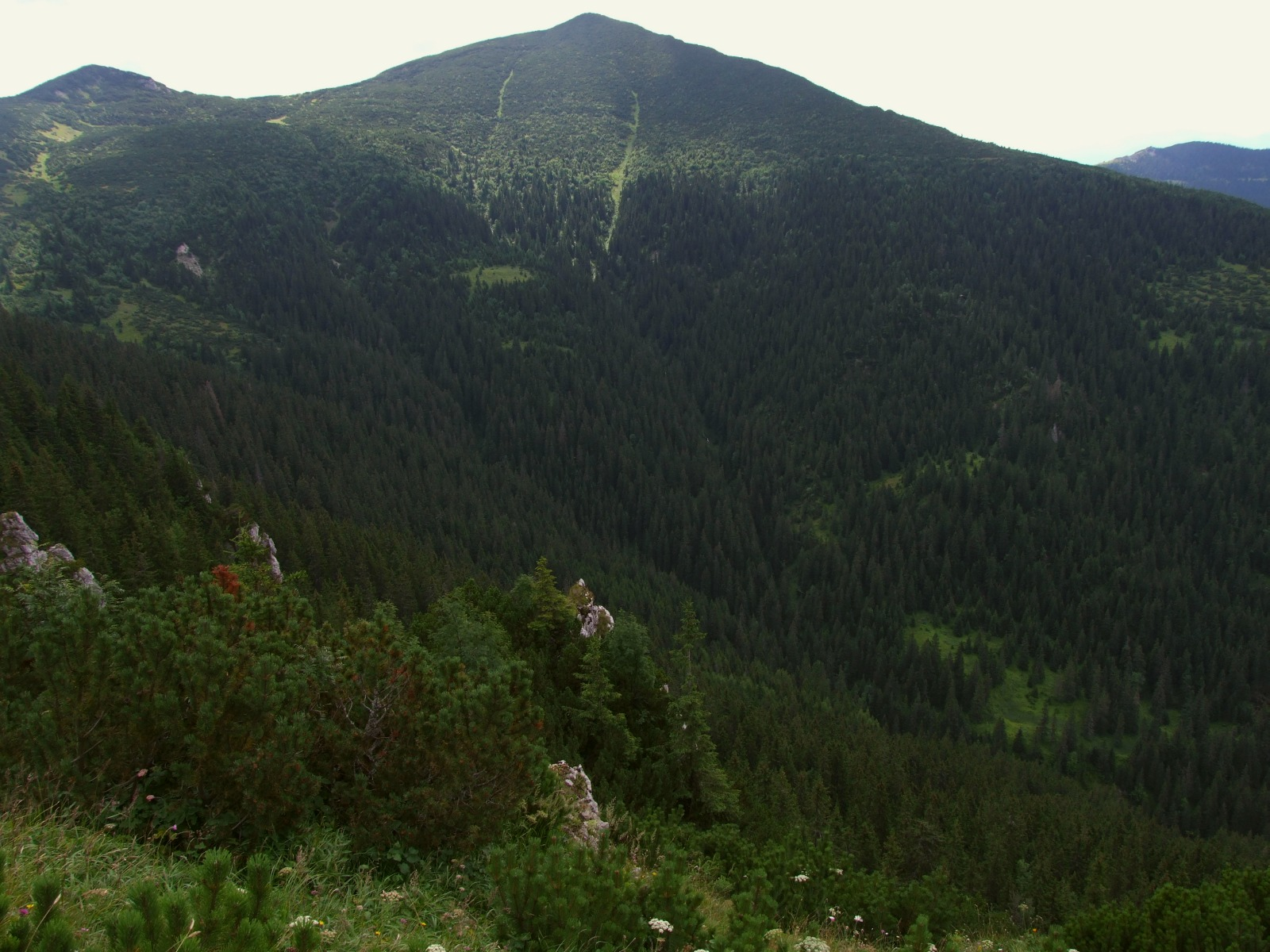
Mała Ostra i Ostra, widok z Siwej Kopy

zielony: rozdroże pod Tokarnią – rozdroże pod Babkami – Babki – Przedwrocie – Siwy Wierch. Czas przejścia: 4:50 h, ↓ 4  h. Szlak omija sam wierzchołek Małej Ostrej, trawersując go po zachodniej stronie.